# ملکه اشک‌ها
ملکهٔ اشک‌ها (کره‌ای: 눈물의 여왕) یک مجموعه تلویزیونی محصول کره جنوبی در سال ۲۰۲۴ به نویسندگی پارک جی اون، به کارگردانی جانگ یونگ وو و کیم هی وون و با بازی کیم سو هیون و کیم جی وون است. این مجموعه داستان یک زوج متأهل در شرایط بحرانی را روایت می‌کند. این مجموعه از ۹ مارس تا ۲۸ آوریل ۲۰۲۴، روزهای شنبه و یکشنبه ساعت ۲۱:۱۰ (کی‌اس‌تی) از تی‌وی‌ان پخش شد. ملکهٔ اشک‌ها همچنین برای استریم در تیوینگ در کره جنوبی و در نتفلیکس در مناطق منتخب قابل دسترسی است.
این مجموعه در قسمت پایانی خود به ریتینگ ۲۴٫۸۵۰٪ رسید و با پشت سر گذاشتن سقوط بر روی تو به پربیننده‌ترین مجموعه تاریخ شبکه تی‌وی‌ان تبدیل شد. ملکهٔ اشک‌ها همچنین رکورد سومین مجموعه در تاریخ تلویزیون کابلی کره از نظر رتبه‌بندی بینندگان و دومین مجموعه از نظر تعداد بینندگان را از آن خود کرد.

## خلاصه داستان
این مجموعه بحران گیج کننده و احیای معجزه‌آسای عشق بین هونگ هه این (کیم جی وون)، وارث چبول نسل سوم کویینز گروپ و بک هیون وو (کیم سو هیون)، پسر کشاورزان اهل یونگ‌دو ری و سه سال ازدواج آنها را روایت می‌کند.

## بازیگران

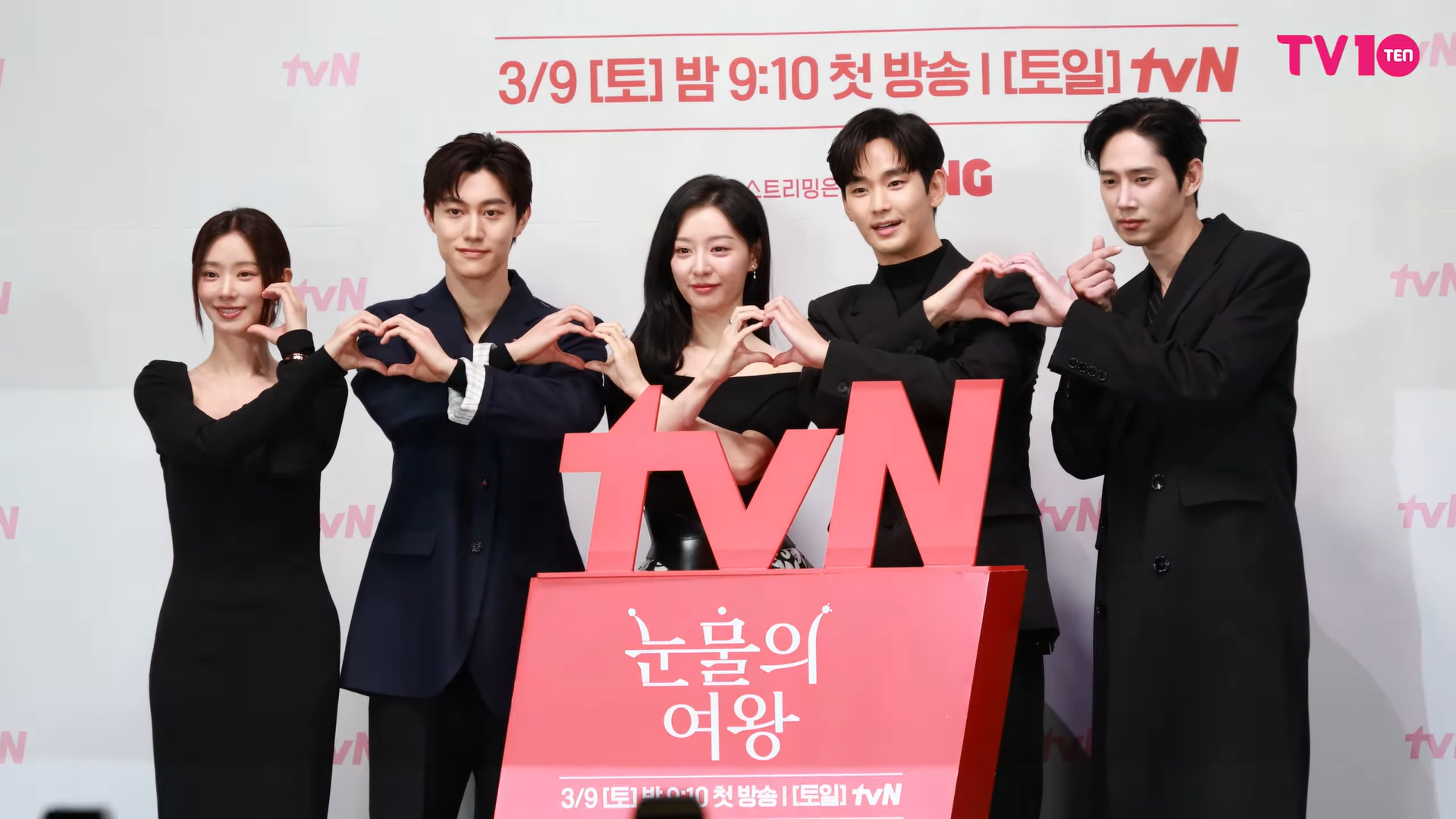
بازیگران اصلی ملکهٔ اشک‌ها در کنفرانس مطبوعاتی در ۷ مارس ۲۰۲۴

### اصلی
- کیم سو هیون در نقش بک هیون وو: شوهر هه این و مدیر حقوقی کویینز گروپ. او در منطقه روستایی یونگ‌دو ری به دنیا آمد و وکیلی است که از دانشگاه ملی سئول فارغ‌التحصیل شده است.[۶]
  - مون سونگ هیون در نقش نوجوانی بک هیون وو[۷]
- کیم جی وون در نقش هونگ هه این: همسر هیون وو و مدیرعامل فروشگاه بزرگ کویینز. او چبول نسل سوم و نوهٔ خانوادهٔ کویینز است.[۶]
  - هوانگ جی آه در نقش نوجوانی هونگ هه این[۷]
  - مین سو هیونگ در نقش کودکی هونگ هه این[۸]
- پارک سونگ هون در نقش یون اون سونگ / دیوید یون: یک تحلیل‌گر سابق وال استریت و کارشناس ام‌انداِی. او به عنوان یک سرمایه‌گذار مشهور به کره جنوبی برمی‌گردد و با خانوادهٔ کویینز ارتباط برقرار می‌کند.[۶]
  - لی جو وون در نقش کودکی یون اون سونگ[۹]
- کواک دونگ یون در نقش هونگ سو چول: برادر کوچکتر هه این و مدیرعامل کویینز مارت[۶]
  - کیم جون یی در نقش کودکی هونگ سو چول[۸]
- لی جو بین در نقش چون دا هه: همسر سو چول[۶]
  - چوی نا رین در نقش کودکی چون دا هه[۸]

### مکمل

#### خانواده هه این
- کیم کاپ سو در نقش هونگ مان ده: پدربزرگ هه این و رئیس کویینز گروپ[۱۰]
- لی می سوک در نقش مو سول هی: دوست‌دختر مان ده که با او زندگی می‌کند.[۱۰]
- جونگ جین یونگ در نقش هونگ بوم جون: پدر هه این و نایب رئیس کویینز گروپ[۱۰]
- نا یونگ هی در نقش کیم سون هوا: مادر هه این[۱۰]
- کیم جونگ نان در نقش هونگ بوم جا: عمه هه این[۱۰]
- گو شی وو در نقش هونگ گون وو: پسر سو چول و دا هه[۱۱]
- پارک یون هی در نقش هونگ بوم سوک: عموی هه این و مدیرعامل سابق کویینز دیستربیوشن[۱۲]
- کو دونگ ها در نقش هونگ سو وان: برادر بزرگتر هه این که فوت کرده است[۱۳]

#### خانواده هیون وو
- جون به سو در نقش بک دو گوان: پدر هیون وو و رئیس یونگ‌دو ری[۱۰]
- هوانگ یونگ هی در نقش جون بونگ ئه: مادر هیون وو[۱۰]
- کیم دو هیون در نقش بک هیون ته: برادر بزرگتر هیون وو که یک باشگاه بوکس را اداره می‌کند[۱۰]
- جانگ یون جو در نقش بک می سون: خواهر بزرگتر هیون وو که یک سالن زیبایی را اداره می‌کند[۱۰]
- کیم دونگ ها در نقش بک هو یول: پسر هیون ته[۱۴]

#### یونگ‌دو ری
- کیم یونگ مین در نقش یونگ سونگ[۱۵]
- پارک جونگ پیو در نقش چون شیک: شوهر کانگ می[۱۵]
- شیم وو سونگ در نقش پارک سوک هون: رئیس انجمن جوانان یونگ‌دو ری و رقیب دو گوان[۱۵]
- پارک سونگ یون در نقش کانگ می: همسر چون شیک و مشتری دائمی در سالن زیبایی می سون[۱۵]
- لی سو جی در نقش بانگ شیل: دوست دوران کودکی هیون وو از کلیسا و مشتری دائمی در سالن زیبایی می سون[۱۵]
- لی جی هه در نقش هیون جونگ: یک مشتری دائمی در سالن زیبایی می سون[۱۵]
- کیم دو جین در نقش یک شاگرد بوکس[۹]

#### سایر بازیگران
- کیم جو ریونگ در نقش گریس گو: یک منشی شخصی که مسئول امور خانوادهٔ کویینز است.[۱۶]
- یون بو می در نقش منشی نا: منشی هونگ هه این[۱۷]
- مون ته یو در نقش کیم یانگ کی: دوست دانشگاهی و حامی قابل اعتماد هیون وو. او یک وکیل طلاق است.[۱۸]
- جونگ جی هوان در نقش منشی بک هیون وو[۱۹]
- کواک جین سوک در نقش پیون سونگ ووک[۲۰]

### حضور ویژه
- اوه جونگ سه در نقش لی مین وو: یک روان‌پزشک[۲۱]
- ایم چول سو در نقش یک بازرس خصوصی[۳]
- کو کیو پیل در نقش یک بازرس خصوصی[۳]
- هو ته هی[۳]
- سو یه هوا در نقش کیم یه نا: مدیرعامل فروشگاه بزرگ رویال[۲۲]
- سباستین روشه در نقش لیام براون: یک پزشک آلمانی[۲۳]
- دیتر هالروردن در نقش نگهبان پارک سانسوسی[۲۴]
- سونگ جونگ کی در نقش وینچنزو کاسانو: یک وکیل[۲۵]
- کیم شین روک در نقش هیون سوک، همسر بک هیون ته[۲۶]
- هونگ جین کیونگ[۲۷]
- جو سه هو[۲۷]
- نام چانگ هی[۲۷]

## تولید

### بازیگران
در آوریل ۲۰۲۲، پارک جی اون پیشنهاد نقش اول زن پروژهٔ جدیدش را به آی‌یو داد اما پیشنهاد را رد کرد روز بعد، کیم سو هیون پیشنهاد نقش اول مرد را دریافت کرد.
حضور کیم سو هیون و کیم جی وون به صورت رسمی در دسامبر ۲۰۲۲ تأیید شد. این مجموعه سومین همکاری بین پارک جی اون و کیم سو هیون پس از تو از ستاره‌ها اومدی (۲۰۱۳–۲۰۱۴) و تهیه‌کنندگان (۲۰۱۵) است.
حضور پارک سونگ هون، کواک دونگ یون و لی جو بین به ترتیب در فوریه و آوریل ۲۰۲۳ تأیید شد.

### فیلم‌برداری
جلسه فیلم‌نامه خوانی در ۳۰ مارس ۲۰۲۳ در سانگام دونگ، سئول، کره جنوبی انجام شد.
فیلم‌برداری اصلی از آوریل تا دسامبر ۲۰۲۳، در شهرهای مختلفی در کره جنوبی و آلمان انجام شد.

## موسیقی متن اصلی
ارجینال ساندترک (اواس‌تی) این مجموعه توسط کارگردان موسیقی نام هه سونگ هدایت شده است و خوانندگان بی‌اس‌اس، تن‌سی‌ام، هیز، کراش، آیزاک هونگ، کیم نا یونگ، پل کیم، چوی یو ری، سو سو بین و دوری که نام آنها در ۶ مارس ۲۰۲۴ معرفی شده بود، برای این مجموعه اواس‌تی خواندند. بازیگر نقش اصلی این مجموعه، کیم سو هیون، نیز برای این مجموعه ترانه خوانده است و پس از ده سال برای یک مجموعه ترانه می‌خواند. کیم ته ره از گروه زیروبیس‌وان نیز در اواس‌تی این مجموعه سهیم بوده است.

### پارت ۱
| منتشر شده در ۹ مارس ۲۰۲۴ | منتشر شده در ۹ مارس ۲۰۲۴                          | منتشر شده در ۹ مارس ۲۰۲۴ | منتشر شده در ۹ مارس ۲۰۲۴ | منتشر شده در ۹ مارس ۲۰۲۴ | منتشر شده در ۹ مارس ۲۰۲۴ |
| شماره                    | نام                                               | سراینده                  | آهنگساز                  | آرتیست                   | مدت                      |
| ------------------------ | ------------------------------------------------- | ------------------------ | ------------------------ | ------------------------ | ------------------------ |
| ۱.                       | «The Reason of My Smiles» (자꾸만 웃게 돼)        | نام هه سونگ کیم کیونگ هی | نام هه سونگ کیم کیونگ هی | بی‌اس‌اس                   | ۳:۳۳                     |
| ۲.                       | «The Reason of My Smiles» (자꾸만 웃게 돼; Inst.) |                          | نام هه سونگ کیم کیونگ هی |                          | ۳:۳۳                     |
| مجموع مدت:               | مجموع مدت:                                        | مجموع مدت:               | مجموع مدت:               | مجموع مدت:               | ۷:۰۶                     |

### پارت ۲
| منتشر شده در ۱۶ مارس ۲۰۲۴ | منتشر شده در ۱۶ مارس ۲۰۲۴                      | منتشر شده در ۱۶ مارس ۲۰۲۴ | منتشر شده در ۱۶ مارس ۲۰۲۴ | منتشر شده در ۱۶ مارس ۲۰۲۴ | منتشر شده در ۱۶ مارس ۲۰۲۴ |
| شماره                     | نام                                            | سراینده                   | آهنگساز                   | آرتیست                    | مدت                       |
| ------------------------- | ---------------------------------------------- | ------------------------- | ------------------------- | ------------------------- | ------------------------- |
| ۱.                        | «Tell Me It's Not a Dream» (고장난걸까)        | نام هه سونگ کیم کیونگ هی  | نام هه سونگ کیم کیونگ هی  | تن‌سی‌ام                    | ۳:۵۵                      |
| ۲.                        | «Tell Me It's Not a Dream» (Eng ver.)          | نام هه سونگ کیم کیونگ هی  | نام هه سونگ کیم کیونگ هی  | تن‌سی‌ام                    | ۳:۵۵                      |
| ۳.                        | «Tell Me It's Not a Dream» (고장난걸까; Inst.) |                           | نام هه سونگ کیم کیونگ هی  |                           | ۳:۵۵                      |
| مجموع مدت:                | مجموع مدت:                                     | مجموع مدت:                | مجموع مدت:                | مجموع مدت:                | ۱۱:۴۵                     |

### پارت ۳
| منتشر شده در ۱۷ مارس ۲۰۲۴ | منتشر شده در ۱۷ مارس ۲۰۲۴      | منتشر شده در ۱۷ مارس ۲۰۲۴ | منتشر شده در ۱۷ مارس ۲۰۲۴ | منتشر شده در ۱۷ مارس ۲۰۲۴ | منتشر شده در ۱۷ مارس ۲۰۲۴ |
| شماره                     | نام                            | سراینده                   | آهنگساز                   | آرتیست                    | مدت                       |
| ------------------------- | ------------------------------ | ------------------------- | ------------------------- | ------------------------- | ------------------------- |
| ۱.                        | «Hold Me Back» (멈춰줘)        | نام هه سونگ کیم کیونگ هی  | نام هه سونگ کیم کیونگ هی  | هیز                       | ۳:۵۲                      |
| ۲.                        | «Hold Me Back» (멈춰줘; Inst.) |                           | نام هه سونگ کیم کیونگ هی  |                           | ۳:۵۲                      |
| مجموع مدت:                | مجموع مدت:                     | مجموع مدت:                | مجموع مدت:                | مجموع مدت:                | ۷:۴۴                      |

### پارت ۴
| منتشر شده در ۲۴ مارس ۲۰۲۴ | منتشر شده در ۲۴ مارس ۲۰۲۴                                  | منتشر شده در ۲۴ مارس ۲۰۲۴ | منتشر شده در ۲۴ مارس ۲۰۲۴ | منتشر شده در ۲۴ مارس ۲۰۲۴ | منتشر شده در ۲۴ مارس ۲۰۲۴ |
| شماره                     | نام                                                        | سراینده                   | آهنگساز                   | آرتیست                    | مدت                       |
| ------------------------- | ---------------------------------------------------------- | ------------------------- | ------------------------- | ------------------------- | ------------------------- |
| ۱.                        | «Love You With All My Heart» (미안해 미워해 사랑해)        | نام هه سونگ کیم کیونگ هی  | نام هه سونگ کیم کیونگ هی  | کراش                      | ۴:۰۴                      |
| ۲.                        | «Love You With All My Heart» (미안해 미워해 사랑해; Inst.) |                           | نام هه سونگ کیم کیونگ هی  |                           | ۴:۰۴                      |
| مجموع مدت:                | مجموع مدت:                                                 | مجموع مدت:                | مجموع مدت:                | مجموع مدت:                | ۸:۰۸                      |

### پارت ۵
| منتشر شده در ۳۰ مارس ۲۰۲۴ | منتشر شده در ۳۰ مارس ۲۰۲۴ | منتشر شده در ۳۰ مارس ۲۰۲۴ | منتشر شده در ۳۰ مارس ۲۰۲۴ | منتشر شده در ۳۰ مارس ۲۰۲۴ | منتشر شده در ۳۰ مارس ۲۰۲۴ |
| شماره                     | نام                       | سراینده                   | آهنگساز                   | آرتیست                    | مدت                       |
| ------------------------- | ------------------------- | ------------------------- | ------------------------- | ------------------------- | ------------------------- |
| ۱.                        | «Fallin'»                 | نام هه سونگ پارک جین هو   | نام هه سونگ پارک جین هو   | هونگ ایساک                | ۴:۱۶                      |
| ۲.                        | «Fallin'» (Inst.)         |                           | نام هه سونگ پارک جین هو   |                           | ۴:۱۶                      |
| مجموع مدت:                | مجموع مدت:                | مجموع مدت:                | مجموع مدت:                | مجموع مدت:                | ۸:۳۲                      |

### پارت ۶
| منتشر شده در ۶ آوریل ۲۰۲۴ | منتشر شده در ۶ آوریل ۲۰۲۴              | منتشر شده در ۶ آوریل ۲۰۲۴ | منتشر شده در ۶ آوریل ۲۰۲۴ | منتشر شده در ۶ آوریل ۲۰۲۴ | منتشر شده در ۶ آوریل ۲۰۲۴ |
| شماره                     | نام                                    | سراینده                   | آهنگساز                   | آرتیست                    | مدت                       |
| ------------------------- | -------------------------------------- | ------------------------- | ------------------------- | ------------------------- | ------------------------- |
| ۱.                        | «Can't Get Over You» (좋아해요)        | نام هه سونگ پارک جین هو   | نام هه سونگ پارک جین هو   | پل کیم                    | ۴:۰۵                      |
| ۲.                        | «Can't Get Over You» (좋아해요; Inst.) |                           | نام هه سونگ پارک جین هو   |                           | ۴:۰۵                      |
| مجموع مدت:                | مجموع مدت:                             | مجموع مدت:                | مجموع مدت:                | مجموع مدت:                | ۸:۱۰                      |

### پارت ۷
| منتشر شده در ۷ آوریل ۲۰۲۴ | منتشر شده در ۷ آوریل ۲۰۲۴               | منتشر شده در ۷ آوریل ۲۰۲۴ | منتشر شده در ۷ آوریل ۲۰۲۴ | منتشر شده در ۷ آوریل ۲۰۲۴ | منتشر شده در ۷ آوریل ۲۰۲۴ |
| شماره                     | نام                                     | سراینده                   | آهنگساز                   | آرتیست                    | مدت                       |
| ------------------------- | --------------------------------------- | ------------------------- | ------------------------- | ------------------------- | ------------------------- |
| ۱.                        | «From Bottom of My Heart» (일기)        | نام هه سونگ کیم کیونگ هی  | نام هه سونگ کیم کیونگ هی  | کیم نا یونگ               | ۳:۵۸                      |
| ۲.                        | «From Bottom of My Heart» (일기; Inst.) |                           | نام هه سونگ کیم کیونگ هی  |                           | ۳:۵۸                      |
| مجموع مدت:                | مجموع مدت:                              | مجموع مدت:                | مجموع مدت:                | مجموع مدت:                | ۷:۵۶                      |

### پارت ۸
| منتشر شده در ۱۳ آوریل ۲۰۲۴ | منتشر شده در ۱۳ آوریل ۲۰۲۴ | منتشر شده در ۱۳ آوریل ۲۰۲۴ | منتشر شده در ۱۳ آوریل ۲۰۲۴ | منتشر شده در ۱۳ آوریل ۲۰۲۴ | منتشر شده در ۱۳ آوریل ۲۰۲۴ |
| شماره                      | نام                        | سراینده                    | آهنگساز                    | آرتیست                     | مدت                        |
| -------------------------- | -------------------------- | -------------------------- | -------------------------- | -------------------------- | -------------------------- |
| ۱.                         | «Last Chance»              | نام هه سونگ پارک جین هو    | نام هه سونگ پارک جین هو    | سو سو بین                  | ۴:۰۸                       |
| ۲.                         | «Last Chance» (Inst.)      |                            | نام هه سونگ پارک جین هو    |                            | ۴:۰۸                       |
| مجموع مدت:                 | مجموع مدت:                 | مجموع مدت:                 | مجموع مدت:                 | مجموع مدت:                 | ۸:۱۶                       |

### پارت ۹
| منتشر شده در ۱۴ آوریل ۲۰۲۴ | منتشر شده در ۱۴ آوریل ۲۰۲۴ | منتشر شده در ۱۴ آوریل ۲۰۲۴ | منتشر شده در ۱۴ آوریل ۲۰۲۴ | منتشر شده در ۱۴ آوریل ۲۰۲۴ | منتشر شده در ۱۴ آوریل ۲۰۲۴ |
| شماره                      | نام                        | سراینده                    | آهنگساز                    | آرتیست                     | مدت                        |
| -------------------------- | -------------------------- | -------------------------- | -------------------------- | -------------------------- | -------------------------- |
| ۱.                         | «Promise»                  | نام هه سونگ پارک جین هو    | نام هه سونگ پارک جین هو    | چوی یو ری                  | ۳:۵۶                       |
| ۲.                         | «Promise» (Inst.)          |                            | نام هه سونگ پارک جین هو    |                            | ۳:۵۶                       |
| مجموع مدت:                 | مجموع مدت:                 | مجموع مدت:                 | مجموع مدت:                 | مجموع مدت:                 | ۷:۵۲                       |

### پارت ۱۰
| منتشر شده در ۲۱ آوریل ۲۰۲۴ | منتشر شده در ۲۱ آوریل ۲۰۲۴    | منتشر شده در ۲۱ آوریل ۲۰۲۴ | منتشر شده در ۲۱ آوریل ۲۰۲۴ | منتشر شده در ۲۱ آوریل ۲۰۲۴ | منتشر شده در ۲۱ آوریل ۲۰۲۴ |
| شماره                      | نام                           | سراینده                    | آهنگساز                    | آرتیست                     | مدت                        |
| -------------------------- | ----------------------------- | -------------------------- | -------------------------- | -------------------------- | -------------------------- |
| ۱.                         | «Heart Flutter» (떨림)        | نام هه سونگ پارک جین هو    | نام هه سونگ پارک جین هو    | دوری                       | ۳:۴۰                       |
| ۲.                         | «Heart Flutter» (떨림; Inst.) |                            | نام هه سونگ پارک جین هو    |                            | ۳:۴۰                       |
| مجموع مدت:                 | مجموع مدت:                    | مجموع مدت:                 | مجموع مدت:                 | مجموع مدت:                 | ۷:۲۰                       |

### پارت ۱۱
| منتشر شده در ۲۷ آوریل ۲۰۲۴ | منتشر شده در ۲۷ آوریل ۲۰۲۴                 | منتشر شده در ۲۷ آوریل ۲۰۲۴ | منتشر شده در ۲۷ آوریل ۲۰۲۴ | منتشر شده در ۲۷ آوریل ۲۰۲۴ | منتشر شده در ۲۷ آوریل ۲۰۲۴ |
| شماره                      | نام                                        | سراینده                    | آهنگساز                    | آرتیست                     | مدت                        |
| -------------------------- | ------------------------------------------ | -------------------------- | -------------------------- | -------------------------- | -------------------------- |
| ۱.                         | «More Than Enough» (더 바랄게 없죠)        | نام هه سونگ پارک جین هو    | نام هه سونگ پارک جین هو    | کیم ته ره (زیروبیس‌وان)     | ۴:۱۳                       |
| ۲.                         | «More Than Enough» (더 바랄게 없죠; Inst.) |                            | نام هه سونگ پارک جین هو    |                            | ۴:۱۳                       |
| مجموع مدت:                 | مجموع مدت:                                 | مجموع مدت:                 | مجموع مدت:                 | مجموع مدت:                 | ۸:۲۶                       |

### قطعهٔ ویژه
| منتشر شده در ۲۹ آوریل ۲۰۲۴ | منتشر شده در ۲۹ آوریل ۲۰۲۴ | منتشر شده در ۲۹ آوریل ۲۰۲۴ | منتشر شده در ۲۹ آوریل ۲۰۲۴ | منتشر شده در ۲۹ آوریل ۲۰۲۴ | منتشر شده در ۲۹ آوریل ۲۰۲۴ |
| شماره                      | نام                        | سراینده                    | آهنگساز                    | آرتیست                     | مدت                        |
| -------------------------- | -------------------------- | -------------------------- | -------------------------- | -------------------------- | -------------------------- |
| ۱.                         | «Way Home» (청혼)          | نام هه سونگ کیم کیونگ هی   | نام هه سونگ کیم کیونگ هی   | کیم سو هیون                | ۳:۳۹                       |
| ۲.                         | «Way Home» (청혼; Inst.)   |                            | نام هه سونگ کیم کیونگ هی   |                            | ۳:۳۹                       |
| مجموع مدت:                 | مجموع مدت:                 | مجموع مدت:                 | مجموع مدت:                 | مجموع مدت:                 | ۷:۱۸                       |

## انتشار
در ابتدا قرار بود که این مجموعه در دسامبر ۲۰۲۳ پخش شود اما به نیمهٔ اول سال ۲۰۲۴ منتقل شد.

## آمار بینندگان
| فصل | فصل | شمارهٔ قسمت | شمارهٔ قسمت | شمارهٔ قسمت | شمارهٔ قسمت | شمارهٔ قسمت | شمارهٔ قسمت | شمارهٔ قسمت | شمارهٔ قسمت | شمارهٔ قسمت | شمارهٔ قسمت | شمارهٔ قسمت | شمارهٔ قسمت | شمارهٔ قسمت | شمارهٔ قسمت | شمارهٔ قسمت | شمارهٔ قسمت | میانگین |
| فصل | فصل | ۱          | ۲          | ۳          | ۴          | ۵          | ۶          | ۷          | ۸          | ۹          | ۱۰         | ۱۱         | ۱۲         | ۱۳         | ۱۴         | ۱۵         | ۱۶         | میانگین |
| --- | --- | ---------- | ---------- | ---------- | ---------- | ---------- | ---------- | ---------- | ---------- | ---------- | ---------- | ---------- | ---------- | ---------- | ---------- | ---------- | ---------- | ------- |
|     | ۱   | ۱٫۵۱۹      | ۲٫۰۶۴      | ۲٫۳۸۴      | ۳٫۱۲۶      | ۲٫۸۲۶      | ۳٫۵۶۱      | ۳٫۲۷۶      | ۴٫۰۴۴      | ۴٫۱۳۰      | ۴٫۷۴۱      | ۴٫۵۱۰      | ۵٫۲۲۷      | ۵٫۲۱۷      | ۵٫۴۶۶      | ۵٫۱۸۹      | ۶٫۳۹۹      | ۳٫۹۸۰   |

| قسمت | تاریخ پخش اصلی | میانگین سهم مخاطب (نیلسن کره) | میانگین سهم مخاطب (نیلسن کره) |
| قسمت | تاریخ پخش اصلی | سراسر کشور                    | سئول                          |
| --- | -------------- | ----------------------------- | ----------------------------- |
| ۱ | ۹ مارس ۲۰۲۴    | ۵٫۸۵۳٪ (اول)                  | ۶٫۴۹۵٪ (اول)                  |
| ۲ | ۱۰ مارس ۲۰۲۴   | ۸٫۶۶۰٪ (اول)                  | ۹٫۸۲۲٪ (اول)                  |
| ۳ | ۱۶ مارس ۲۰۲۴   | ۹٫۵۹۴٪ (اول)                  | ۱۱٫۱۲۵٪ (اول)                 |
| ۴ | ۱۷ مارس ۲۰۲۴   | ۱۲٫۹۸۵٪ (اول)                 | ۱۳٫۸۵۷٪ (اول)                 |
| ۵ | ۲۳ مارس ۲۰۲۴   | ۱۰٫۹۶۴٪ (اول)                 | ۱۲٫۱۹۷٪ (اول)                 |
| ۶ | ۲۴ مارس ۲۰۲۴   | ۱۴٫۰۶۸٪ (اول)                 | ۱۵٫۲۲۵٪ (اول)                 |
| ۷ | ۳۰ مارس ۲۰۲۴   | ۱۲٫۸۳۳٪ (اول)                 | ۱۴٫۰۴۸٪ (اول)                 |
| ۸ | ۳۱ مارس ۲۰۲۴   | ۱۶٫۱۴۳٪ (اول)                 | ۱۷٫۸۸۶٪ (اول)                 |
| ۹ | ۶ آوریل ۲۰۲۴   | ۱۵٫۵۷۰٪ (اول)                 | ۱۷٫۲۳۶٪ (اول)                 |
| ۱۰ | ۷ آوریل ۲۰۲۴   | ۱۸٫۹۵۲٪ (اول)                 | ۲۰٫۹۲۶٪ (اول)                 |
| ۱۱ | ۱۳ آوریل ۲۰۲۴  | ۱۶٫۷۶۷٪ (اول)                 | ۱۸٫۵۰۹٪ (اول)                 |
| ۱۲ | ۱۴ آوریل ۲۰۲۴  | ۲۰٫۷۳۲٪ (اول)                 | ۲۳٫۲۴۲٪ (اول)                 |
| ۱۳ | ۲۰ آوریل ۲۰۲۴  | ۲۰٫۱۷۹٪ (اول)                 | ۲۲٫۲۵۷٪ (اول)                 |
| ۱۴ | ۲۱ آوریل ۲۰۲۴  | ۲۱٫۶۲۵٪ (اول)                 | ۲۳٫۹۲۵٪ (اول)                 |
| ۱۵ | ۲۷ آوریل ۲۰۲۴  | ۲۱٫۰۵۶٪ (اول)                 | ۲۳٫۹۲۰٪ (اول)                 |
| ۱۶ | ۲۸ آوریل ۲۰۲۴  | ۲۴٫۸۵۰٪ (اول)                 | ۲۸٫۳۸۱٪ (اول)                 |
| میانگین | میانگین        | ۱۵٫۶۷۱٪                       | ۱۷٫۴۴۱٪                       |
| ویژه | ۴ مه ۲۰۲۴      | ۵٫۰۲۷٪ (اول)                  | ۵٫۵۸۶٪ (اول)                  |
| ویژه | ۵ مه ۲۰۲۴      | ۳٫۸۹۶٪ (اول)                  | ۴٫۰۷۰٪ (اول)                  |
| - در جدول بالا، اعداد آبی کمترین رتبه و اعداد قرمز بیشترین رتبه را نشان می‌دهند. - این درام از یک کانال کابلی/پولی تلویزیون پخش می‌شود که در مقایسه با تلویزیون آزاد/پخش کننده‌های عمومی (اس‌بی‌اس، کی‌بی‌اس، ام‌بی‌سی و ئی‌بی‌اس) به‌طور معمول مخاطبان نسبتاً کمتری دارد. |                |                               |                               |